# Эрехтей
Эрехте́й или Эрехфе́й (др.-греч. Ἐρεχθεύς, лат. Erechtheus) — в древнегреческой мифологии царь города Афины, царь-основатель Афин. Сын Пандиона и Зевксиппы, брат Бута, Прокны и Филомелы. Герой одноимённой трагедии Еврипида.

## Мифы об Эрехтее
Согласно Гомеру царя «когда-то воспитала дочь Зевса Афина... и утвердила его в Афинах, в своем богатом храме».
Согласно Аполлодору, у Эрехтея был брат-близнец Бут (муж Хтонии, дочери Эрехтея). После смерти отца братья разделили отцовское достояние: царскую власть унаследовал Эрехтей, а должность жреца Афины и Посейдона Эрехтея получил Бут. Такое же разделение власти они передали и своим потомкам.
У Эрехтея и его жены Пракситеи было несколько дочерей: Протогения, Пандора, Прокрида, Креуса, Орифия (жена Борея), Хтония (жена Бута) и Меропа (жена Эвпалама). Согласно Фанодему, его дочери именуются Гиакинфидами.
Во время правления Эрехтея произошла война между Афинами и Элевсином. Элевсинцев возглавлял Евмолп Фракийский (сын Хионы, внук Орифии и правнук самого Эрехтея). Дельфийский оракул предсказал, что Афины в этой войне спасет только смерть одной из трех дочерей Эрехтея (возможно, имелись в виду незамужние дочери). Он принёс в жертву дочерей, либо только старшую дочь в жертву Персефоне.
По одной версии, в жертву была принесена Хтония, по другой — две её старшие сестры, Протогения и Пандора. Так как дочери Эрехтея поклялись друг другу, что если одна из них умрет, остальные убьют себя, то после жертвоприношения они все выполнили обещание.
В решающей битве Эрехтей убил Евмолпа (или Иммарада, сына Эвмолпа), но и сам пал в сражении, либо атакованный трезубцем Посейдона (по трагедии Еврипида «Евмолп»), либо по просьбе Посейдона пораженный молнией Зевса. Согласно Еврипиду, он был убит Посейдоном, затопившим его в доме.
После смерти Эрехтея бразды правления перешли к его старшему сыну Кекропсу (его брату, если следовать поэту Кастору).
Среди других сыновей Эрехтея упоминаются: Орней, Метион, Пандор, Феспий и Эвпалам (также называемый сыном Метиона).
По Геродоту, Эрехтею и Афине поклонялись совместно в Афинах. 

## Эрехтей в искусстве
Действующее лицо трагедии Еврипида «Эрехтей», трагедии Энния «Эрехтей», комедии Анаксандрида «Эрехтей».

## Другие значения имени
Под именем Эрехтей известны ещё два персонажа:
- В «Илиаде» Эрехтеем звали смертного сына Гефеста. В более поздних произведениях он упоминается уже как Эрихтоний.
- В Афинах имя бога Посейдона обычно было «Посейдон Эрехтей», а преддверие храма Посейдона носило название Эрехтей.